# Plastisch kunstenaar
Een plastisch kunstenaar is een kunstenaar die zich bezighoudt met het creëren van driedimensionale kunstwerken. De term "plastische kunsten" verwijst naar kunstvormen die een fysieke, tastbare vorm aannemen, zoals beeldhouwen, boetseren en soms installatiekunst. Plastische kunstenaars gebruiken verschillende materialen, zoals steen, metaal, klei, hout en moderne materialen zoals kunststof en gerecycleerde materialen, om expressieve vormen te creëren die emoties, ideeën, of abstracte concepten uitdrukken.

## Geschiedenis
De oorsprong van het vak plastisch kunstenaar gaat ver terug in de tijd. De eerste vormen van plastische kunst zijn te vinden in de prehistorische beeldhouwwerken, zoals de Venus van Willendorf en oude rotstekeningen. In de klassieke oudheid, bij de Grieken en Romeinen, bereikte de beeldhouwkunst een hoog niveau van realisme en precisie. Tijdens de renaissance kwam er een hernieuwde belangstelling voor de plastische kunsten, mede door kunstenaars als Michelangelo en Donatello, die beeldhouwwerken maakten die tot op de dag van vandaag als meesterwerken worden beschouwd.
De 19e en 20e eeuw brachten innovatieve technieken en materialen met zich mee, en kunstenaars zoals Auguste Rodin en Henry Moore verkenden nieuwe manieren om vorm en ruimte te verbeelden. In de moderne tijd heeft de plastische kunst zich verder ontwikkeld met stromingen als het surrealisme, het kubisme, en het abstract expressionisme. Kunstenaars begonnen niet alleen nieuwe materialen te gebruiken, maar ook ideeën over ruimte, schaal en installatie te verkennen.

## Materialen en technieken
Plastische kunstenaars maken gebruik van een breed scala aan materialen en technieken, waaronder:
- Steen: Traditioneel materiaal, zoals marmer of graniet, dat vooral wordt gebruikt in klassieke beeldhouwwerken.
- Metaal: Wordt vaak gebruikt voor constructies die sterkte en duurzaamheid vereisen. Brons is bijvoorbeeld populair voor gietwerk, terwijl ijzer en staal vaak worden gebruikt in moderne sculpturen.
- Hout: Een veelgebruikt materiaal vanwege zijn warme uitstraling en veelzijdigheid.
- Klei en Keramiek: Wordt vaak gebruikt voor boetseren en keramische kunst. Klei biedt de mogelijkheid tot fijne details en kan in de oven worden gebakken om permanente werken te creëren.
- Kunststoffen en moderne materialen: Kunstenaars gebruiken steeds vaker moderne materialen, zoals acryl, polyester, en gerecycleerde materialen, om eigentijdse vormen en structuren te maken.

## Opleiding en vaardigheden
Om plastisch kunstenaar te worden, volgen de meeste kunstenaars een opleiding aan een kunstacademie, waar ze vaardigheden leren in beeldhouwen, boetseren, tekenen en werken met verschillende materialen. Veel kunstacademies bieden specifieke programma’s voor plastische kunst, waar studenten niet alleen technische vaardigheden leren, maar ook kennis opdoen over kunstgeschiedenis, theorie en hedendaagse kunststromingen.

## Verschillende soorten plastische kunst
Er zijn verschillende vormen van plastische kunst, waaronder:
- Beeldhouwkunst: Het maken van driedimensionale objecten uit materialen als steen, metaal of hout.
- Installatiekunst: Kunstvorm waarbij objecten en ruimten worden gecombineerd tot een kunstwerk waarin de toeschouwer zich kan onderdompelen.
- Boetseren: Kunst van het vormgeven met zachte materialen, zoals klei of was.
- Assemblage en collage: Gebruik van verschillende objecten en materialen om een kunstwerk te creëren.

## Plastische kunst in de hedendaagse maatschappij
Plastische kunstenaars spelen een belangrijke rol in de hedendaagse maatschappij door sociale, politieke en ecologische thema’s te verkennen en visuele dialogen te creëren. Moderne plastische kunst omvat vaak kritiek op de samenleving, aandacht voor duurzaamheid en een interactieve component. Installaties en kunstwerken worden bijvoorbeeld tentoongesteld in galeries, openbare ruimten en op evenementen en festivals, waar ze het publiek uitnodigen om deel te nemen en na te denken over actuele thema's.

## Bekende plastische kunstenaars
Enkele invloedrijke plastische kunstenaars zijn:
- Michelangelo Buonarroti – Italiaanse renaissancebeeldhouwer, bekend van de David en het plafond van de Sixtijnse Kapel.
- Auguste Rodin – Franse beeldhouwer die als pionier van de moderne beeldhouwkunst wordt beschouwd.
- Henry Moore – Engelse beeldhouwer, bekend om zijn grote abstracte en semi-abstracte sculpturen.
- Louise Bourgeois – Franse-Amerikaanse beeldhouwster, beroemd om haar monumentale spin-structuren en psychologische thema's.
- Anish Kapoor – Britse hedendaagse kunstenaar, bekend om zijn grote abstracte sculpturen zoals het iconische werk "Cloud Gate" in Chicago.

## Exposities en tentoonstellingen
Plastische kunstwerken zijn vaak te zien in musea, kunstgaleries en openbare ruimten. Sommige bekende musea die zich specialiseren in plastische kunst zijn:
- Het Louvre in Parijs
- Het Museum of Modern Art (MoMA) in New York
- Het Rijksmuseum in Amsterdam
- Tate Modern in Londen

## Invloed van plastische kunst
Plastische kunst blijft evolueren en blijft relevant door de invloed op en samenwerking met andere disciplines, zoals architectuur, design, mode en nieuwe media. Veel hedendaagse plastische kunstenaars verleggen de grenzen van de traditionele beeldhouwkunst en richten zich op thema’s als duurzaamheid, technologie en interactiviteit, wat de waarde en impact van de plastische kunsten in de moderne cultuur vergroot. 